# Lực lượng dự bị động viên (Việt Nam)
Lực lượng dự bị động viên là toàn bộ quân nhân dự bị và phương tiện kỹ thuật đã xếp trong kế hoạch bổ sung cho lực lượng thường trực của Quân đội nhân dân Việt Nam khi có lệnh tổng động viên hoặc lệnh động viên cục bộ và trong chiến tranh. Quân nhân dự bị, phương tiện kỹ thuật trong kế hoạch bổ sung cho lực lượng thường trực của quân đội được tổ chức thành các đơn vị dự bị động viên.
Quân nhân dự bị bao gồm:
- Sĩ quan dự bị: là các quân nhân chuyên nghiệp, hạ sĩ quan khi thôi phục vụ tại ngũ và hạ sĩ quan dự bị hạng 1, cán bộ, công chức ngoài quân đội và những người tốt nghiệp đại học trở lên được đào tạo sĩ quan dự bị.[2]
- Quân nhân chuyên nghiệp dự bị
- Hạ sĩ quan, binh sĩ dự bị.

Có 04 trường hợp huy động lực lượng dự bị động viên (quy định tại Điều 24 Luật Lực lượng dự bị động viên 2019), bao gồm:
- Khi thực hiện lệnh tổng động viên hoặc lệnh động viên cục bộ;

- Khi thi hành lệnh thiết quân luật;

- Khi có nguy cơ đe dọa an ninh quốc gia, trật tự, an toàn xã hội nhưng chưa đến mức ban bố tình trạng khẩn cấp;

- Để phòng, chống, khắc phục hậu quả thảm họa, thiên tai, dịch bệnh nguy hiểm.